# Кванчианари
Кванчианари (груз. კვანჭიანარი) — село в Грузии, на территории Местийского муниципалитета края (мхаре) Самегрело-Верхняя Сванетия.

## География
Село находится в северо-западной части Грузии, на правом берегу реки Ингури, на расстоянии приблизительно 7 километров (по прямой) к юго-западу от посёлка городского типа Местиа, административного центра муниципалитета. Абсолютная высота — 1291 метр над уровнем моря.

## Население
По результатам официальной переписи населения 2014 года в Кванчианари проживало 119 человек (64 мужчины и 55 женщин). В национальной структуре населения грузины составляли 99,2 %.
| Год  | Население, человек |
| ---- | ------------------ |
| 2002 | 174                |
| 2014 | ↘ 119              |